# Giao, Dương Tuyền
Giao (chữ Hán giản thể: 郊区, âm Hán Việt: Giao khu) là một quận thuộc địa cấp thị Dương Tuyền, tỉnh Sơn Tây, Cộng hòa Nhân dân Trung Hoa. Quận Giao có diện tích 633 km², dân số năm 2002 là 220.000 người. Quận Giao được chia thành 4 trấn, 7 hương.
- Trấn: Âm Doanh, Hà Để, Nghĩa Tỉnh, Bình Thản.
- Hương: Tây Nam Dư, Đông Thôn, Yên Kham, Tam Giao, Bạch Tuyền, Dương Gia Trang, Tân Hưng, Cựu Nhai.